# Leicester (Massachusetts)
Leicester – miasto w Stanach Zjednoczonych, w stanie Massachusetts, w hrabstwie Worcester.